# Le Bois-Robert
Le-Bois-Robert ist eine französische Gemeinde mit 385 Einwohnern (Stand 1. Januar 2022) im Département Seine-Maritime in der Region Normandie (vor 2016 Haute-Normandie). Sie gehört zum Arrondissement Dieppe und zum Kanton Luneray (bis 2015 Kanton Longueville-sur-Scie).

## Geographie
Le Bois-Robert liegt etwa 10 Kilometer südlich von Dieppe im Pays de Caux. Umgeben wird Le Bois-Robert von den Nachbargemeinden Martigny im Norden,
Saint-Germain-d’Étables im Osten, La Chapelle-du-Bourgay im Süden, La Chaussée im Südwesten sowie Aubermesnil-Beaumais im Nordwesten.

## Bevölkerungsentwicklung
| Jahr      | 1962 | 1968 | 1975 | 1982 | 1990 | 1999 | 2007 | 2017 |
| Einwohner | 273  | 244  | 204  | 258  | 283  | 280  | 323  | 351  |

## Sehenswürdigkeiten
- Kirche Notre-Dame